# День семейного торжества
«День семейного торжества» — советский фильм Свердловской киностудии 1976 года. Режиссёр —  Барас Халзанов. Премьера фильма состоялась в июле 1977 года.

## Сюжет
Потомственный рабочий Пётр Савичев всю жизнь посвятил обучению и воспитанию троих своих детей. Дети, встав взрослыми, разъехались по всей стране…

На приёме у врача Пётр  узнаёт, что смертельно болен. Срочной телеграммой он созывает своих детей на якобы семейное торжество. Они приезжают. Наконец-то вся семья в сборе.

## Актёры
- Игорь Ледогоров — Пётр Савичев
- Нина Ургант — Дарья Степановна, вторая жена Петра
- Борис Новиков — Фёдор Матвеев
- Геннадий Сайфулин — Виктор, старший сын Петра
- Валентина Малявина — Ирина, дочь Петра
- Юрий Соркин — Валерий
- Марианна Вертинская — Кира
- Юрий Пузырёв — врач, друг Петра
- Иван Насонов — Игорь
- Андрей Майоров — Сергей
- Юрий Васильев — Николай Иванович Рокотов, тренер Виктора по автоспорту

## Съёмочная группа
- Барас Халзанов — режиссёр
- Владимир Валуцкий, Виктор Викторов — сценаристы
- Игорь Лукшин — оператор
- Вадим Биберган — композитор
- Игорь Шаферан — текст песен
- Борис Добровольский — художник